# Episodi di Agente speciale (quarta stagione)
La quarta stagione della serie televisiva Agente Speciale, composta da 26 episodi, è andata in onda in Gran Bretagna sul canale ITV dal 2 ottobre 1965 al 26 marzo 1966.
In Italia sono stati trasmessi 22 da Rai 1 tra il 1969 e il 1980.
| nº | Titolo Originale             | Titolo italiano                     | Prima TV UK      | Prima TV ITALIA  |
| -- | ---------------------------- | ----------------------------------- | ---------------- | ---------------- |
| 1  | The Town of No Return        | La città senza ritorno              | 2 ottobre 1965   | 29 ottobre 1980  |
| 2  | The Gravediggers             | Servizio funebre                    | 9 ottobre 1965   | 14 novembre 1980 |
| 3  | The Cybernauts               | I cibernauti                        | 16 ottobre 1965  | 15 novembre 1980 |
| 4  | Death at Bargain Prices      | Corsa contro il tempo               | 23 ottobre 1965  | 17 ottobre 1969  |
| 5  | Castle De'ath                | L'ultimo dei De'ath                 | 30 ottobre 1965  | 30 ottobre 1980  |
| 6  | The Master Minds             |                                     |                  |                  |
| 7  | The Murder Market            | Lovejoy & C.                        | 13 novembre 1965 | 7 agosto 1969    |
| 8  | A Surfeit of H2O             | H 2 O                               | 20 novembre 1965 | 28 novembre 1980 |
| 9  | The Hour That Never Was      | Il tempo si è fermato               | 27 novembre 1965 | 30 novembre 1980 |
| 10 | Dial A Deadly Number         | Doppio gioco                        | 4 dicembre 1965  | 3 ottobre 1969   |
| 11 | Man-eater of Surrey Green    |                                     | 11 dicembre 1965 |                  |
| 12 | Two's A Crowd                |                                     | 18 dicembre 1965 |                  |
| 13 | Too Many Christmas Trees     | Troppi alberi di Natale             | 25 dicembre 1965 | 3 dicembre 1980  |
| 14 | Silent Dust                  | Morte silenziosa                    | 1º gennaio 1966  | 29 ottobre 1980  |
| 15 | Room Without A View          | Stanza 621 / Camera senza vista     | 8 gennaio 1966   | 10 ottobre 1969  |
| 16 | Small Game For Big Hunters   | Piccolo gioco per grandi cacciatori | 15 gennaio 1966  | 26 novembre 1980 |
| 17 | The Girl from Auntie         | Cercate la vecchia                  | 21 gennaio 1966  | 24 novembre 1980 |
| 18 | The Thirteenth Hole          | La tredicesima buca                 | 29 gennaio 1966  | 24 ottobre 1969  |
| 19 | Quick-Quick Slow Death       | A passo di danza                    | 5 febbraio 1966  | 31 luglio 1969   |
| 20 | The Danger Makers            | La fabbrica del brivido             | 12 febbraio 1966 | 26 novembre 1980 |
| 21 | A Touch of Brimstone         | Un pizzico di zolfo                 | 19 febbraio 1966 | 03 dicembre 1980 |
| 22 | What the Butler Saw          | Cercate il maggiordomo              | 26 febbraio 1966 | 11 giugno 1979   |
| 23 | The House That Jack Built    | Benvenuti a casa del povero Jack    | 5 marzo 1966     | 17 novembre 1980 |
| 24 | A Sense of History           |                                     | 12 marzo 1966    |                  |
| 25 | How to Succeed ... At Murder | Scuola di danza per delitto         | 19 marzo 1966    | 12 novembre 1980 |
| 26 | Honey for the Prince         | Miele per il principe               | 26 marzo 1966    | 25 novembre 1980 |

## La città senza ritorno
- Titolo originale: The Town of No Return
- Diretto da: Roy Ward Baker e Peter Graham Scott
- Scritto da: Brian Clemens

### Trama
Steed passa a casa di Emma, che si sta allenando al fioretto, per invitarla a una passeggiata in spiaggia insieme; in realtà la porta a prendere il treno per la località marittima di Little Bazeley dove sono scomparsi uno dopo l’altro quattro agenti dell’organizzazione. I due scendono alla scalcinata locanda della cittadina (The Inebriated Gremlin), dove fanno finta di non conoscersi e chiedono due camere separate. Emma sostiene di essere una nuova insegnante, ma nel locale è presente Miss Jill Manson, la direttrice della scuola che la accoglie perplessa, Emma fa anche conoscenza con Mark Brandon, l'ispettore scolastico. Durante la notte un passeggero giunto in treno insieme a loro per trovare il fratello, che vive a Bazeley, viene inseguito da un uomo armato.
Al mattino Emma si reca alla scuola ma scopre che è chiusa malgrado si sia in pieno periodo di lezioni. La città è pressoché deserta. I due rinvengono in spiaggia il cadavere del passeggero giunto insieme a loro. Il fratello è stato sostituito da un uomo che non gli somiglia. Emma Peel si reca alla chiesa per consultare gli archivi parrocchiali delle nascite e delle morti, ma sono stati asportati. Scopre però che Miss Manson è una donna diversa da quella che ha conosciuto lei. Il vicario estrae una pistola e la minaccia.
Tornato in albergo, Steed si sente dire che Miss Peel è ripartita. Si reca a cercarla, e dopo aver messo fuori combattimento il falso fabbro la scopre legata e immobilizzata. Emma gli rivela che tutti i pochi abitanti di Bazeley sono impostori. Nella scuola rinvengono una gran quantità di vettovaglie che sembrano preparate per una campagna militare. È in corso una vera e propria invasione, con piccoli gruppi che giunti dal mare sostituiscono poco per volta gli abitanti delle cittadine costiere. Scesi nei vecchi rifugi antiaerei sotto la base militare, Emma e Steed mettono fuori combattimento gli impostori.
- Altri interpreti: Juliet Harmer (Jill Manson), Jeremy Burnham (il vicario Jonathan Ainsbury), Alan MacNaughtan (Mark  Brandon), Patrick Newell (Jimmy Smallwood), Terence Alexander ("Piggy" Warren), Robert Brown (Saul), Walter Horsbrugh (il vero ispettore scolastico).
- Nota. Sono state prodotte due versioni dell'episodio, la prima (girata tra il 29 ottobre e il 13 novembre 1964) con Elizabeth Shepherd nel ruolo di Emma Peel e una riedizione dopo che il ruolo era stato riassegnato a Diana Rigg (le riprese ebbero luogo tra il 21 e il 30 luglio 1965).[1]La versione con Elizabeth Shepherd non è mai stata trasmessa e si ritiene sia andata perduta. L'episodio è stato filmato nella cittadina di Wighton.

## I cibernauti
- Titolo originale:  The Cybernauts
- Diretto da: Sydney Hayers
- Scritto da: Philip Levene

### Trama
John Steed e Emma Peel vengono convocati nell’appartamento dove è stato assassinato Samuel Hammond, terzo di una serie di dirigenti d’industria uccisi in modo analogo. Steed prevede un quarto omicidio, che puntualmente si verifica in pieno giorno nella sede di un'azienda di elettronica: Mr. Lambert viene assassinato con un colpo di karate da un uomo di grande corporatura apparentemente immune alle pallottole, di una forza tale da sfondare le porte invece di aprirle. Lambert aveva appuntamento con un’azienda Hit-Tech giapponese, la Araki, che intende sostituire i transistor con nuovi prodotti rivoluzionari.
Emma si reca presso uno dei cinque più famosi maestri di karate d’Europa, il sensei la sconsiglia dal frequentare la palestra ma lei sfida e vince un’allieva donna chiamata Oyuka. Nel frattempo Steed si reca alla Araki al posto di Lambert, e riesce a fotografare di nascosto la lista dei rappresentanti d’industria che il signor Tusamo incontrerà nelle prossime 36 ore, prima di decidere a chi vendere i brevetti. Fra di loro, tutti i dirigenti assassinati.
Emma torna nella palestra di karate dove assiste all’esibizione di Oyama, il migliore allievo, che distrugge a mani nude una tavola di legno; in lui riconosce Mr. Jephcott, proprietario di una delle industrie sulla lista di Tusamo. Nella sede di un’altra azienda, la United Automation, dove si è recato sotto copertura, Steed viene riconosciuto dal proprietario, Mr. Armstrong, che gli regala una penna a sfera contenente una trasmittente.
Anche Jephson viene assassinato. Steel e Peel capiscono che Armstrong è intenzionato a mettere fuori combattimento i suoi concorrenti con la Araki. Steed riesce a penetrare di nascosto nella sede della United Automation dove scopre un automa, Roger, programmato per seguire l’impulso radio della penna a sfera: Emma è in pericolo, perché Steed l’ha lasciata a lei. Ma la donna, preoccupata dalla sua assenza prolungata, si reca a cercarlo. Steed viene catturato dagli automi di Armstrong, ma riesce a liberarsi quando la ragazza arriva alla United. Affrontano insieme l’automa e con uno stratagemma riescono a renderlo inoffensivo, procurando però la morte di Armstrong.
- Altri interpreti: Michael Gough (Armstrong), Bernard Horsfall (Jephcott).
- Nota. Le riprese dell’episodio ebbero luogo a partire dal 2 marzo 1965 e fino a metà del mese.[2] Ebbe talmente successo che nel 1967 fu messo in cantiere un seguito nella quinta serie, The Return of the Cybernauts (Il ritorno del cibernauta) con Peter Cushing nel ruolo del fratello di Armstrong.

## H 2 O
- Titolo originale: A Surfeit of H2O
- Scritto da: Colin Finbow
- Diretto da: Sydney Hayers

### Trama
Nelle campagne inglesi il cacciatore di frodo Ted Barker muore annegato durante un terribile acquazzone. Steed e Peel giungono per investigare sulla morte anomala, soprattutto perché da qualche tempo un uomo di nome Jonah Barnard invia al Times lettere che preannunciano un prossimo diluvio universale.
Uno dei seguaci di Barnard è Eli Barker, il fratello del defunto, che vede nella sua morte una punizione per la frequentazione della vicina distilleria. Barnard, dileggiato dai contadini del vicinato, sta costruendo un’arca di legno. È lui a far notare a Steed, che si finge interessato, la strana nuvola che stazione perennemente sulla distilleria.
Nella distilleria lavora un certo dottor Sturm che si mostra riluttante a aprire il laboratorio a Steed, arrivato come possibile acquirente. Eli si offre di far entrare Emma nella distilleria di notte, ma giunta all’appuntamento lo trova annegato. Misurata l’umidità dei campi intorno allo stabilimento, notano che è incredibilmente alta. Il dottor Sturm, che sta cercando un metodo di pioggia artificiale da vendere a potenze straniere come arma militare, si rende conto che Emma è pericolosa; la fa rapire e legare sotto una pressa usata per produrre vino. Per fortuna Steed e Jonah Barnard, penetrati in un tunnel sotterraneo, arrivano a salvarla e a mettere fuori combattimento la banda del dottor Sturm.
- Altri interpreti: Noel Purcell (Jonah Barnard), Albert Lieven (dottor Sturm), Sue Lloyd (Joyce Jason), Talfryn Thomas (Eli Barker)

## Il tempo si è fermato
- Titolo originale: The Hour That Never Was
- Diretto da: Gerry O’Hara
- Scritto da: Roger Marshall

### Trama
Mentre si recano al party per la chiusura definitiva della base aerea Raf di Hamelin, John Steed e Emma Peel hanno un incidente automobilistico. Con l’auto in panne, entrano a piedi dalla recinzione attraverso un varco che Steed conosce da quando vi prestava servizio durante la guerra. La base appare abbandonata, e tutti gli orologi sono fermi alle ore 11. Non c’è anima viva, anche se dalla torre di controllo i due assistono alla fuga attraverso la pista di un lattaio che viene abbattuto da una fucilata. Poco dopo il corpo del lattaio è scomparso. Un rumore assordante e di breve durata li costringe a cercare riparo.
I due si dividono per investigare. Steed scopre un vagabondo di nome Hickey che vive nelle basi militari riciclando avanzi e rifiuti. Colpito alla testa da una sbarra che si abbassa automaticamente, Steed rinviene all’interno della propria auto in panne. Torna a piedi nella base e trova tutto in regola: è in corso il party d’addio dei suoi ex commilitoni, gli orologi funzionano ma manca Emma Peel, avrebbe telefonato dicendo che non poteva venire.
Steed non è convinto di avere sognato, e continua a investigare. Scopre Hickey senza vita, poi si rende conto che il furgone del lattaio trasporta un ufficiale svenuto, lo segue e rinviene nello studio del dentista Emma Peel legata e imbavagliata. Per caso scoprono che il dentista ha scoperto un metodo per condizionare i cervelli tramite ultrasuoni, applicato ai trenta ufficiali in modo che diventino agenti dormienti quando domani saranno destinati a altre basi militari in tutto il mondo. Riescono a neutralizzare il complotto all’ultimo minuto.
- Altri interpreti: Roy Kinnear (Hickey)

## Corsa contro il tempo
- Titolo originale: Death at Bargain Prices
- Diretto da: Charles Chichton
- Scritto da: Brian Clemens

### Trama
Nel reparto giocattoli di un grande magazzino, durante la notte viene ucciso con sei colpi di pistola un agente dell’organizzazione. Steed e Peel si recano sul posto, lei riesce a farsi assumere come commessa nel reparto biancheria intima. La catena di magazzini è stata acquistata un anno fa da “King” Kane, che vive all’ultimo piano del palazzo. Steed si introduce con uno stratagemma nel suo appartamento privato. Viene però sorpreso dal suo braccio destro, Wentworth, e cacciato fuori.
Nel frattempo Jarvis, il poliziotto del negozio, ha notato che Emma Peel presta molta attenzione a ciò che succede intorno; lei gli dice di essere un ispettore del ministero del lavoro, lui conferma che succede qualcosa di strano nel magazzino. Durante la notte lo stesso Jarvis telefona a Emma convocandola al piano terra per confermarle i propri sospetti; ma quando lei lo raggiunge lo trova assassinato.
Il mattino dopo il cadavere è scomparso. Steed scopre che dal reparto alimentari scompaiono ogni notte barattoli di una specialità giapponese che il magazzino importava solo per il professor Popple, il famoso fisco atomico scomparso un mese fa. Emma riesce casualmente a introdursi nel laboratorio segreto all’interno del palazzo dove Popple viene tenuto prigioniero, ma è sorpresa da Wentworth.
Il giorno dopo Steed scopre che Peel non è al lavoro; si introduce nel grande magazzino dopo la chiusura, la trova imbavagliata e con le mani legate dietro la schiena avvolta dentro un tappeto. Liberata, lo conduce dal dottor Popple, che malgrado sia drogato rivela che nel palazzo è nascosta una bomba atomica. I due agenti vengono catturati dagli uomini di “King” Kane, che rivela di avere un piano per sottomettere il paese: distruggerà Londra per dare prova che non scherza.
Riescono a liberarsi e sono inseguiti in tutto il magazzino, ma mettono fuori combattimento gli uomini di Kane; il vecchio però è deciso a trascinare con sé la città e aziona il detonatore della bomba che solo un attimo prima dell’esplosione i due agenti riescono a fermare.
- Altri interpreti: André Morell (“King” Kane), T.P. McKenna (Wentworth), Peter Howell (Popple)

## L'ultimo dei De'Ath
- Titolo originale: Castle De'Ath
- Diretto da: James Hill
- Scritto da: John Lucarotti

### Trama
Emma Peel giunge nel castello dell'antico clan scozzese dei De'Ath fingendo di essere una consulente chiamata da Angus De'Ath per valutare la fattibilità di un'apertura al pubblico. Il capo clan tuttavia, suo cugino Ian De'Ath, è contrario, ma per ragioni di ospitalità accetta l'arrivo della giovane donna e le assegna una camera. Al castello è già alloggiato il signor McSteed, che naturalmente è John sotto copertura: finge di essere un ricercatore interessato alla storia del clan.
I due sono giunti a seguito della scomparsa del pesce nelle acque territoriali della regione, che sta danneggiando l'economia. Nel lago del castello è stato rinvenuto defunto un pescatore subacqueo, apparentemente annegato, ma Steed ha il sospetto che sia stato torturato. Ian De'Ath vieta agli ospiti di scendere nei sotterranei del castello, Emma naturalmente trasgredisce; vi trova un tavolo di tortura, ma viene aggredita da due uomini. La leggenda del castello vuole che il fantasma dell'antenato Black Jamie, traqditore del clan e murato vivo in una torre, suoni la cornamusa in determinate notti. Tutti l'hanno sentito, e anche Steed e Peel ne hanno la possibilità, ma John sembra più interessato alla strana vibrazione che percorre i muri durante le esibizioni del fantasma.
Durante la notte Emma torna nel sotterraneo e scopre, all'interno di una vergine di Norimberga, un passaggio segreto che accede a un'altra camera di tortura; nel frattempo il soffitto mobile crolla sul letto di Steed e lo schiaccerebbe se lui non avesse previsto una trappola; il mattino successivo l'agente speciale esce imperterrito per pescare nel laghetto del castello, ma il sovrintendente McNab lo controlla da lontano e si accorge quando si immerge con maschera e bombole. Al ritorno a riva Steed viene catturato e incatenato nel sotterraneo perché ha scoperto le paratie che danno accesso a una base sottomarina che dà accesso direttamente al laghetto e ai canali dei dintorni: le vibrazioni percepite nel castello, e coperte dal suono della cornamusa, sono dovute all'apertura e alla chiusura delle saracinesche.
Intanto Ian De'Ath comunica a Emma la sua contrarietà a aprire il castello ai visitatori e la prega di andarsene; lei ubbidisce, poi ritorna di nascosto nottetempo. Si riunisce a Steed che è riuscito a liberarsi, i due mettono fuori combattimento McNab e i suoi uomini ma non possono impedire che Angus, il vero responsabile di ciò che accade, uccida il cugino Ian. Durante la fuga però Angus si trafigge da solo nella vergine di Norimberga la cui altra uscita è bloccata dall'allagamento del sotterraneo.
- Altri interpreti: Gordon Jackson (Ian De’Ath), Robert Urquhart (Angus De’Ath), Jack Lambert (McNab).

## Troppi alberi di Natale
- Titolo originale: Too Many Christmas Trees
- Diretto da: Roy Ward Baker
- Scritto da: Tony Williamson

### Trama
Nell’imminenza delle festività di fine anno, John Steed ha un incubo ricorrente che comprende alberi di Natale e un Babbo Natale dalla risata cattiva; una note sogna che il suo college Freddy Marshall è morto, e al mattino scopre tramite Emma Peel che purtroppo è vero. Marshall era responsabile della divulgazione di segreti dei quali solo lui e Steed erano a conoscenza; è morto di collasso nervoso in una camera d’albergo, come se il suo cervello avesse ceduto a troppa pressione.
Emma viene invitata per il Natale a casa di un conoscente, Brandon Storey, e porta con sé Steed. L’ospite è un esperto collezionista di Charles Dickens. Tra i suoi invitati c’è un terzetto di individui sospetti che sembrano coinvolti nell’incubo ricorrente di Steed: Martin Trasker, Jeremy Wade (che è un amico di Emma) e la medium Janice Crane. Steed ha già visto la donna in un incubo che oltre a Babbo Natale coinvolge una ghigliottina e che sembra tratto da Racconto di due città di Dickens.
Il padrone di casa organizza una festa in costume dickensiano, Emma è vestita da Oliver Twist, Steed da Sydney Carton, il protagonista di Racconto di due città che viene ghigliottinato. Janice Crane cerca di ipnotizzare Steed in pubblico e di indurlo a avere sonno, ma Emma Peel lo impedisce con uno stratagemma, poi si rende conto che stanno cercando di provocare un collasso nervoso nel suo collega. Chiede spiegazioni a Jeremy, ma poco dopo il giovane viene ucciso, e il corpo scompare.
Steed sembra fuori di senno, Emma chiede aiuto al dottor Felix Teasel, uno psicologo presente tra gli ospiti, ma lui fa parte del complotto e la minaccia con un’arma. Riuscita a liberarsi raggiunge Steed, che fingeva soltanto di essere succube della forza mentale della medium. I due affrontano i loro persecutori mettendoli fuori combattimento; Brandon Storey, che si rivela il capo del complotto per far confessare a Steed segreti dell’organizzazione, rimane ucciso.
- Altri interpreti: Edwin Richfield (Telix Teasel), Jeanette Sterke (Janice Crane), Barry Warren (Jeremy Wade), Mervyn Johns (Brandon Storey).
- Nota. La cartolina di Steed che Emma Peel legge ad alta voce, “Saluti dal futuro, Cathy”, inviata da Fort Knox, è un riferimento a Honor Blackman che precedette Diana Rigg nel ruolo di collega di John Steed con il nome di Cathy Gale; al tempo delle riprese, la Blackman stava recitando in Agente 007 - Missione Goldfinger, che racconta un tentativo di rapina a Fort Knox.[4]

## Morte silenziosa
- Titolo originale: Silent Dust
- Diretto da: Roy Ward Baker
- Scritto da: Roger Marshall

### Trama
Durante una gita in barca sul fiume, Emma Peel e John Steed si rendono conto che i rondoni sembrano scomparsi. Vengono spiati da un ornitologo, Quince; Emma si finge sua collega e scopre che anche lui si è reso conto della progressiva scomparsa degli uccelli. I due sconfinano sulle terre di Peter Omrod e vengono fermati dal suo minaccioso guardiacaccia, Mellors.
Steed e Peel si fermano nel villaggio di Manderley, che a quanto pare è contaminato dalla Morte Silanziosa, un fertilizzante organico sperimentale abbandonato perché distrugge ogni forma di vita animale e vegetale. Il primo sintomo dell’avvelenamento è la scomparsa degli uccelli. Lo sviluppatore della Morte Silenziosa era un chimico di nome Prendergast, licenziato e in seguito morto; sua figlia Clare abita proprio a Manderley e frequenta un uomo ambiguo e violento di nome Juggins.
L’ornitologo Quince dà appuntamento a Emma nella foresta, vuole mostrarle qualcosa, ma la ragazza trova solo i suoi occhiali rotti e il suo fischietto. Steed viene preso a fucilate da Mellors perché curiosa intorno alla fattoria. Preoccupata dalla sua assenza, Emma lo cerca e scopre il cadavere occultato di Quince. I due si rendono conto di trovarsi in un vasto complotto, le cui fila sono tirate da Omrod, che comanda Mellors e Juggins, e anche da Miss Snow, una provetta cavallerizza. I quattro vogliono ricattare il governo con la minaccia di spargere la Morte Silenziosa su una intera Contea, in cambio chiederanno 40 milioni di sterline: sono in possesso del veleno perché Omrod è l’unico amico rimasto a Prendergast dopo il licenziamento, è lui che l’ha ospitato a Manderley insieme alla figlia.
I quattro hanno capito che i due agenti sono una minaccia, e li invitano a una caccia alla volpe nelle terre di Omrod per eliminarli con un finto incidente. Emma e Steed però riescono a metterli fuori combattimento uno dopo l’altro, sventando così il complotto.
- Altri interpreti: William Franklyn (Omrod), Jack Watson (Juggins), Conrad Phillips (Mellors), Joanna Wake (Miss Snow), Isobel Black (Clare Prendergast), Aubrey Morris (Quince).
- Nota. Fu Patrick Macnee a chiedere specificamente al produttore un episodio che permettesse di mettere a frutto le sue capacità nell’equitazione; cavalca un cavallo già usato da Laurence Olivier nel film Enrico V, diretto da Olivier venti anni prima, nel 1944.[5]

## Stanza 621
- Titolo originale: Room Without a View
- Diretto da: Roy Ward Baker
- Scritto da: Roger Marshall

### Trama
Il fisico John Wadkin, scomparso due anni fa, torna improvvisamente a casa mentre la moglie cena con amici. L'uomo, che appare vittima di un'operazione di lavaggio del cervello, fa parte di un gruppo di sette scienziati scomparsi nel nulla. I servizi segreti sono convinti che sia stato portato fuori dal paese e rimasto prigioniero in un campo cinese. L'unica cosa che Wadkin ripete ossessivamente sono le parole “Stanza 621”, che tutti interpretano come il numero della sua cella di detenzione.
Mentre Watkin è sotto sorveglianza, viene rapito in casa sua da due finti addetti di una lavanderia cinese che riescono a sopraffare Emma Peel. Poco prima era venuto a cercarlo un collega di nome Pasold con notizie importanti, “di vita o di morte”. Steed viene a sapere che un altro collega dei due, lo scienziato Cullen, deve recarsi a Londra per un congresso e soggiornerà all'hotel Chessman. Lo segue sotto copertura e scopre che gli è stata assegnata la stanza 621.
Cullen viene narcotizzato nella stanza 621 e si risveglia in una cella dove viene interrogato da un ufficiale cinese. Steed finge di essere un noto critico gastronomico, M. Gourmet, e ottiene di cenare con il proprietario dell'hotel, Mr. Chessman. L'uomo ha deciso di consegnare ai sovietici i segreti di alcuni fisici inglesi in cambio dell'autorizzazione ad aprire una catena di hotel in Oriente, a partire dal Mar Nero.
Emma Peel, che è riuscita a farsi assumere sotto copertura alla reception dell'hotel, viene smascherata, catturata e spedita nel campo di detenzione cinese. Steed tuttavia scopre che il luogo di prigionia non è in Oriente, bensì al settimo piano dell'hotel, dove è stato ricostruito con cura per convincere i prigionieri di trovarsi all'estero. Peel e Steed riescono a neutralizzare Chessman e i suoi uomini e a liberare tutti gli scienziati catturati.
- Altri interpreti: Paul Whitsun-Jones (Chessman), Richard Bebb (Cullen), Peter Arne (Pasold), Peter Madden (Wadkin).
- Nota. L'episodio è conosciuto anche con il titolo Camera senza vista

## Piccolo gioco per grandi cacciatori

Uno screenshot dall'episodio.

- Titolo originale: Small Game for Big Hunters
- Diretto da: Gerry O'Hara
- Scritto da: Philip Levene

### Trama
Un uomo di nome Kendrick fugge attraverso quella che sembra una giungla, ma viene raggiunto da una freccia. In realtà si trova a 23 miglia da Londra. L'uomo precipita in un sonno catatonico che attira l'attenzione dei Servizi. John Steed e Emma Peel giungono sul posto, dove il professor Swain sentenzia che l'ammalato è vittima del “sonno dei morti viventi”, un rito magico in vigore nello stato africano del Kalaya.
Il Kalaya è un'ex colonia dalla quale, dopo l'indipendenza, sono espatriati i proprietari terrieri coloniali. Giunti sul posto, Steed e Peel assistono a un'altra vittima del sonno catatonico; Emma rimane a vegliare i due dormienti mentre John si reca nel vicino circolo ex ufficiali del Kalaya; qui, in un'immensa serra che ricrea il clima tropicale, vive il colonnello Rawlings che crede di trovarsi ancora nella colonia. A mantenerlo in questo stato mentale sono ex ufficiali capeggiati dal colonnello Trent, famoso cacciatore, che medita di diffondere nel Kalaya la malattia del sonno con il veicolo di insetti appositamente inoculati, in modo da ritornare in forze nella colonia.
Steed viene praticamente tenuto prigioniero da Trent, ma Emma giunge a dagli una mano. Insieme avranno la meglio sul complotto.
- Altri interpreti: Bill Fraser (colonnello Rawlings), James Villiers (colonnello Trent), Liam Redmond (prof. Swain).